# Отомі
Отомі (самоназва ніан ніу) — один з корінних народів Мексики. Був одним з войовничих в доколумбовій Центральній Месоамериці. Заснували власну протодержаву, яка згодом була підкорена ацтеками. У 1520-х роках перейшли на бік іспанських конкістадорів, яким допомагали завоювати сусідні держави. Натепер отомі мешкають переважно в центральних штатах Мексики. Народ отомі уславлено у творі «Дочка Монтесуми» Г. Гаґґарда.

## Назва

Прапор отомі

Походження назви «отомі» не зовсім відомо. Деякі дослідники виводять його від слова мовою науа «отомітль» (Otomitl): від «otocac» — «той, хто ходить» і від «mitl» — стріла. Інші вчені — від слова на мові отомі «othomi»: від «otho» — «без» і від «mi» — «посадити» або «розташувати себе». Ще одна теорія розглядає походження назви від слова «тотомітль» (Totomitl) — «стріла, вкрита пір'ям» або «стрільці в птахів», «стріляючі з лука в птахів».
Самі себе отомі називають ніан ніу (Nanhu) — «ті, хто розмовляють ньюхею» (Nuju — « мова носового і піднебінного звуку»)", що, як і подібне у більшості місцевих племен, просто позначає слово «народ» або «люди цієї землі». «Nahnu» фонетично вимовляється як «nanu» і складається з двох слів: «na» позначає «слово» або «мова» і «nu» — «ніс». Таким чином «nanu» означає «слово, промовлене носовою звуком» або «мова, вимовляєма носовим звуком». У мові «Nahnu» міститься багато букв, вимовних носовою і піднебінним звуком.

## Історія
Присутність поселень отомі археологами виявлено від узбережжя затоки біля мешкання ольмеків до Теотіуакана. Тривалий час вели кочовий спосіб життя. У VII ст. перейшли до осідлості.
Поселення отомі розташовувалися в долині річки Тула. Шілотепек став першим політичним центром отомі в цій долині. До 800 року отомі були витіснені міштеками з території Толука. У 873 році землі отомі були атаковані тольтеками на чолі із Мішкоатлем та Топільціном. З тих пір і до падіння Тули доля отомі була пов'язана з тольтеками. Останні силоміць відібрали в отомі їх головне місто Мамемхі або Мамен і влаштувалися в ньому.
У 1168 році різні племена, контрольовані Тольтекською імперією, змусили отомі переселитися в посушливий район долини Мескіталь, де вони встановили контакти з сусідніми племенами уастека і тотонакі. Отомі залишалися підвладними тольтекам до вторгнення наприкінці XII ст. чичимеків. Надалі отомі уклали союз з цими племенами. Після занепаду тольтеків у 1220-х роках, отомі засновують другу столицю — Шілотепек. Втім близько 1250 року переносять свою столицю до Шалтокан. Саме на XIII ст. приходить період піднесення потуги отомі в Мексиканській долині, зростання якої продовжилося у 1300-х роках. На 1319 рік отомі з Шалтокана стали фактичними гегемонами долини. Втім швидко стратили свою зверхність в ході протистояння з сусідними містами-державами — Коатлінча та Аскопоцалько. 
Вже у 2-й пол. XIV ст. отомі з Отумби, Тепоцотлана, Тулансінго, Пауатлана, Папалоктікпака платили данину Тескоко, хоча володарі Тлашкали вважала їх великими вояками. Саме отомі — союзники Тлашкали — вдало протистояли армії Моктесуми II.
У 1399 році отомі з Шілотепека визнали владу ацтеків, ставши однією з найкращих військових частин ацтекської армії. Внаслідок загарбницьких дій Монесуми II частина отомі, які до того зберігали незалежність, були змушені рушити далі в вглиб території Уастека до кордону сучасних штатів Веракрус і Ідальго.
Отомі з Тлашкали стали першими, хто чинив опір іспанському вторгненню. За легендою, тлатаоні Тлашкали відправили отомі на бій із загоном Ернана Кортеса, розраховуючи на їхню репутацію хоробрих воїнів, а коли ті зазнали поразки, вирішив, що краще вступити в союз з іноземцями, ніж воювати з ними. Надалі військами отомі приєдналися до армії іспанців та Тлашкали. Під час загарбання іспанцями Ацтекської імперії отомі надали багато важливих послуг європейцям. Вождь однієї невеликої групи отомі, що пішла в свій час у Керетаро і підтримувала до прибуття іспанців хороші відносини з чичимеками, прийняв християнську віру, визнав своїм правителем короля Іспанії та переконав інших зробити те ж саме.
Після падіння Тенгочтітлана деякі групи отомі продовжують брати участь у підкоренні країни на стороні іспанців, засновуючи міста, такі як Толіман у 1532 році і Сан Луіс де ла Пас, де був підписаний мирний договір між чичимеками і отомі для забезпечення розподілу кукурудзи і м'яса. Втім у 1580-тих роках почалося повстання чичимекі, які іспанців та їх союзників отомі.
Після завершення підкорення Мексики отомі зберігали статус друзів іспанців, займали вигідні низинні землі, де займалися землеробством і скотарством. Така ситуація зберігалася аж до 1740-х років, коли неподалік почалися великі роботи з добування коштовних металів. З цього часу починається асиміляція отомі, особливо тих, хто знаходився в католицьких місіях та містах. Досі зберегти свою індивідуальність та мову зуміли лише групи у горах.

## Мова

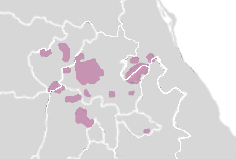
Місця поширення мови отомі

Багато отомі розмовляють двома мовами — рідною та іспанською. Останню вивчають в школі або подорожуючи і торгуючи своїми виробами. Рідна мова отомі належить до отомо-міштеко-сапотекської родини (отомангські мови), яка поділяється на 7 груп. До групи отомі відносять також мови масауа, паме, чичимеківв-хонас, матлацинкська, окуілтекська. Існує значна кількість діалектів мови отомі. Деякі лінгвісти відзначають, що діалектів мови отомі стільки, скільки поселень.

## Населення
Сьогодні отомі мешкають у мексиканських штатах Ідальго, Мехіко, Пуебла, Керетаро, Гуанахуато, Тласкала (переважно область з містом Іштенко), Сан-Луїс Потосі. Демографічна ситуація знаходиться в непоганому стані — чисельність потроху зростає: якщо у 1992 році їх було близько 300 тис. осіб, то у 2010 році — бл. 650 тис.

## Господарство
Традиційними є ручне підсічно-вогневе та орне поливне землеробство. У отомі кукурудза була і є основною культурою, яка заслужила різні подячні назви для кожної її частини. Досі використовують традиційний коа (coa), рослину у формі палиці зі сплющеним кінцем з одного боку і з загостреним — з іншого. Коа з металевими наконечниками з двох сторін використовують як сапу, мотику, серпи, косу, сокиру й лопату, втім найчастіше коа використовується на кшталт мачете.
Після очищення полів, садять насіння, кидаючи їх в зроблені коа отвори в землі. Пласким кінцем коа підгортають маленькі рослини, зміцнюючи ґрунт навколо них. За кукурудзою стежать потім весь сезон дощів і збирають урожай десь в жовтні. Стебла залишають в полі, щоб вони засохли, а потім їх збирають для використання як корм для худоби і як дрова. Зерна кукурудзи розсипають для просушки, відлущують оболонку, яку використовують для приготування тамала.
Отомі також вирощують магей (агаву американську), бобові, каву, цукрову тростину, гарбуз, перець чилі, пшеницю, бавовник, люцерну, арахіс, авокадо (tsoni), цитрусові, томати, чайот, сапоте і банани (muza).
Тварин зрідка розводять і тримають для споживання в їжу, виняток становлять свині, вівці або індички, яких тримають для важливих церемоній. Отомі чудові бджолярі.
Сьогодні поширена робота за наймом на плантаціях і в промисловості. Традиційні ремесла у отомі — гончарство, візерункове ручне ткацтво, плетіння, різьблення по дереву, вироблення шкіри, виробництво кам'яних метатлей для розмелювання кукурудзи.

## Оселі
Традиційно отомі зводили свої будинки з очерету. Зараз все частіше вони бувають з кам'яними стінами і покрівлею, складеної з листя кактуса магей, а також з адоба (необпаленої цегли). Все більше будинків в даний час оформляють у стилі метисів, додаючи такі елементи як покрівельні рифлені листи. Отомі також зводять темаскаль (парову лазню), яка являє собою напівпідземну і повітрянепроникну споруду.
Меблі складаються переважно з петате, на чому сплять, і з декількох маленьких стільців (стільці дитячого розміру, навіть якщо призначені для дорослих); раніше використовувалися і невеликі лавки зроблені у формі звірів — їх і зараз майструють, але переважно на продаж. Діти, майже скрізь у суспільстві отомі, сплять в гамаках.

## Родина
Традиційна сім'я — велика і розширена, поширюється мала. Шлюб патрілокальний, нині зустрічається все частіше неолокальний. Рахунок спорідненості патрилінійний. Практикується тимчасова матрилокальність шлюбу, відпрацювання за наречену, умикання. Зберігаються локалізовані патрілініджі, ділення селищ на дві половини (мате), кожна з яких ділиться на дві секції; з секціями поєднуються суспільна і релігійна традиційна ієрархія посадових осіб громади (майордомів).

## Одяг
Чоловіки носять білі широкі штани, червоні широкі пояси, короткі білі сорочки навипуск з вишивкою по коміру, сандалі, серапе з геометричним орнаментом і бахромою по краю, на грудях — ткані сумочки з візерунком, біля пояса — шкіряні. Жіночий одяг складається з вовняної запашної спідниці з тканин до 5 м завдовжки або зшиті в складку і підперезані візерунковим поясом, білі візерункові уіпілі, накидки-серапе в біло-чорну смужку до щиколоток, срібні сережки, намиста, в косах — кольорові вовняні нитки; іноді верхня частина тулуба оголена.

## Вірування
Більшість отомі сповідує католицизм. Втім залишаються в силі традиційні вірування. В народі пам'ятають про головного бога отомі-поган Отонтекутлі — божества вогню і жертвопринесень.
Зберігаються культи печер, гір, боги дощу, хрестів, нагуалізм, шаманізм, доіспанський місячний календар, міфологія і багатий фольклор. Надзвичайно важливу роль у ритуалах отомі грають вирізані з священної паперу (з лубу фікуса) фігурки давніх божеств (амате), які уособлюють дух рослин, тварин і природних сил. Дотепер є ключовим елементом шаманських ритуалів отомі. Наприкінці 1990-х років амате стали купувати митці з усієї Мексики і зараз вже він став світовим надбанням. Існує звичай періодичного руйнування і споруди каплиць, в яких відправляється культ стародавніх богів.
Шамани отомі живуть в горах на сході штату Ідальго і оточуючих його сусідніх штатів Мексики. Отомі високогір'я штатів Ідальго і Керетаро знають про шаманські практики і в їх спільнотах є практикуючі шамани. Ці шамани ворожать за допомогою курильниці, свічок, лозин або кристала.
З християнських святих, крім Діви Марії, особливо шанується святий Онуфрій — покровитель оленів.

## Кухня
Основні страви готовлять з кукурудзи. Її часто їдять свіжою, іноді з майонезом, з тертим сиром і чилі, або з неї готують коржі тортилья, тамал і атоле, кашку з додаванням для смаку ягід чорної смородини, арахісом або шоколадом. Однією з улюблених страв є смажені хробачки, що мешкають в середині магея. Вживаються також плоди кактуса нопал. Квіти «flor de queme» готують з яйцями і томатним супом, на смак вони нагадує шинку. Споживають також гриби, равликів, мурах, ящірок, байбаків, опоссумів.
Зі збродженого соку магея роблять напій пульке, з ферментованого пульке — агуаміель. Втім напій сеї більш популярний в отомі.